# Палема
Палема — село в Великоустюгском районе Вологодской области.
Входит в состав Покровского сельского поселения, с точки зрения административно-территориального деления — в Покровский сельсовет.
Расстояние по автодороге до районного центра Великого Устюга — 44 км, до центра муниципального образования Ильинского — 14 км. Ближайшие населённые пункты — Алексеевская, Бор, Королёво.
По переписи 2002 года население — 40 человек (19 мужчин, 21 женщина). Всё население — русские.
Церковь Николая в Палеме — памятник архитектуры. На берегу залива Палем находится городище «Палемский Городок» XVI—XVII веков — памятник археологии федерального значения.